# Floris Wortelboer
Floris Wortelboer, född den 4 augusti 1996 i Breda, är en nederländsk landhockeyspelare.

## Karriär
Floris Wortelboer ingick i Nederländernas landhockeylag som tog guld vid OS 2024.